# Universitat de La Laguna
La Universitat de La Laguna (castellà: Universidad de La Laguna, ULL) és una universitat pública situada a la ciutat de San Cristóbal de La Laguna, a Tenerife (Illes Canàries). La Universitat va ser creada amb el mateix decret que va dividir Canàries en dues províncies en 1927 i reorganitzada en 1989, cosa que va suposar la creació de la Universitat de Las Palmas de Gran Canaria. Tanmateix la història de les institucions universitàries a la ciutat de San Cristóbal de la Laguna es remunta a 1701, i, per tant, és aquesta la primera ciutat de l'Arxipèlag Canari en comptar amb una universitat, i n'és la seva continuadora l'actual Universitat de La Laguna, que actualment té més de 23.000 alumnes.
L'any 2015 la Universitat de la Laguna va entrar en el ranking de les 500 millors universitats del món realitzat per l'Institut d'Educació de Xangai (Xina), i d'aquesta manera és l'única entre les dues universitats públiques canàries a entrar en aquest ranking. A més, el ranking de Leiden, elaborat pel Centre d'Estudis de Ciència i Tecnologia de la Universitat de Leiden (Països Baixos), ha situat a la Universitat de La Laguna com la primera universitat espanyola en col·laboració científica. Per la seva banda, el 2016 la Universitat de La Laguna va ser reconeguda com la segona millor universitat d'Espanya en Humanitats, segons una enquesta de la Fundación Everis.
La institució es troba actualment dividida en sis campus universitaris: Central, Anchieta, Guajara, Ofra, Santa Cruz i Campus del Sud, a part dels edificis del rectorat, els vicerectorats, el Col·legi Major San Agustín, el Col·legi Major Santa María, el Col·legi Major San Fernando i la Residència Universitària Parque Las Islas. Reparteix les seves dependències a les ciutats de San Cristóbal de la Laguna i Santa Cruz de Tenerife. A més, la seva activitat d'extensió universitària inclou programes d'estudis com la Universitat ambiental de La Palma, la Universitat d'estiu de Lanzarote, la Universitat d'estiu de La Gomera, la Universitat d'estiu d'Adeje, les Aules del mar d'El Hierro, i altres cursos d'extensió universitària, en certs municipis de Tenerife i d'altres illes.

## Història

### Antecedents

#### Universitat de San Agustín
Els orígens de l'activitat universitària en Canàries es remunten a juny de l'any 1701, quan els religiosos agustins van obtenir butlla del papa Climent XI per la qual els estudiants del convent agustí de l'Espíritu Santo de la Laguna podien obtenir els graus en Arts, Filosofia i Teologia Escolàstica i Moral, i ser promoguts al doctorat i magisteri sense necessitat d'acudir a altres universitats. Perquè les decisions del papa tinguessin vigència en l'Espanya d'aquelles dates, era necessària l'autorització de la Corona, mitjançant el que es denominava passis regi. L'oposició dels altres ordes religiosos, principalment dels dominics, tant de la Laguna com de Las Palmas, van aconseguir frenar la passada de la butlla fins a 1742, data en la qual va obtenir l'aprovació de Felip V. Poc temps després, al març de 1744, el papa Benet XIV confirmava la butlla del seu antecessor, ampliant-la a les facultats de Dret (canònic i civil), i Medicina. Per aquesta nova butlla es creava una universitat completa, semblant a la que pocs anys abans havia autoritzat el papa Innocenci XIII en el convent dominic de San Juan de Letrán de l'Havana, com expressament assenyalava la mateixa butlla de Benet XIV. D'aquesta forma els estudiants del convent de San Agustín de la Laguna, amb independència de la seva pertinença o no a l'orde agustina, i previ examen realitzat en el convent davant quatre doctors o llicenciats de la facultat corresponent, podien rebre els graus de batxiller, llicenciat, doctor i mestre amb els mateixos drets, llibertats, exempcions i privilegis que els de qualsevol altrauniversitat. Aquesta última butlla va obtenir la passada al juny d'aquest 1744.
Encara que a la pàgina institucional de la Universitat de la Llacuna es diu que la Universitat de San Agustín mai va arribar a funcionar, les seves portes van romandre obertes des de novembre de 1744 fins a desembre de 1747, data en la qual va ser suprimida (Rodríguez Moure (1933: 28), Escobedo (1928: 15) i Viera y Clavijo (1783, Lib. XVIII, § XXXIX), entre altres) per ordre de Ferran VI.
Per altra banda, la Universitat de San Agustínva ser el primer centre a Canàries on es va impartir Filosofia, Teologia, Lleis i Medicina.

#### Universitat Literària de San Fernando

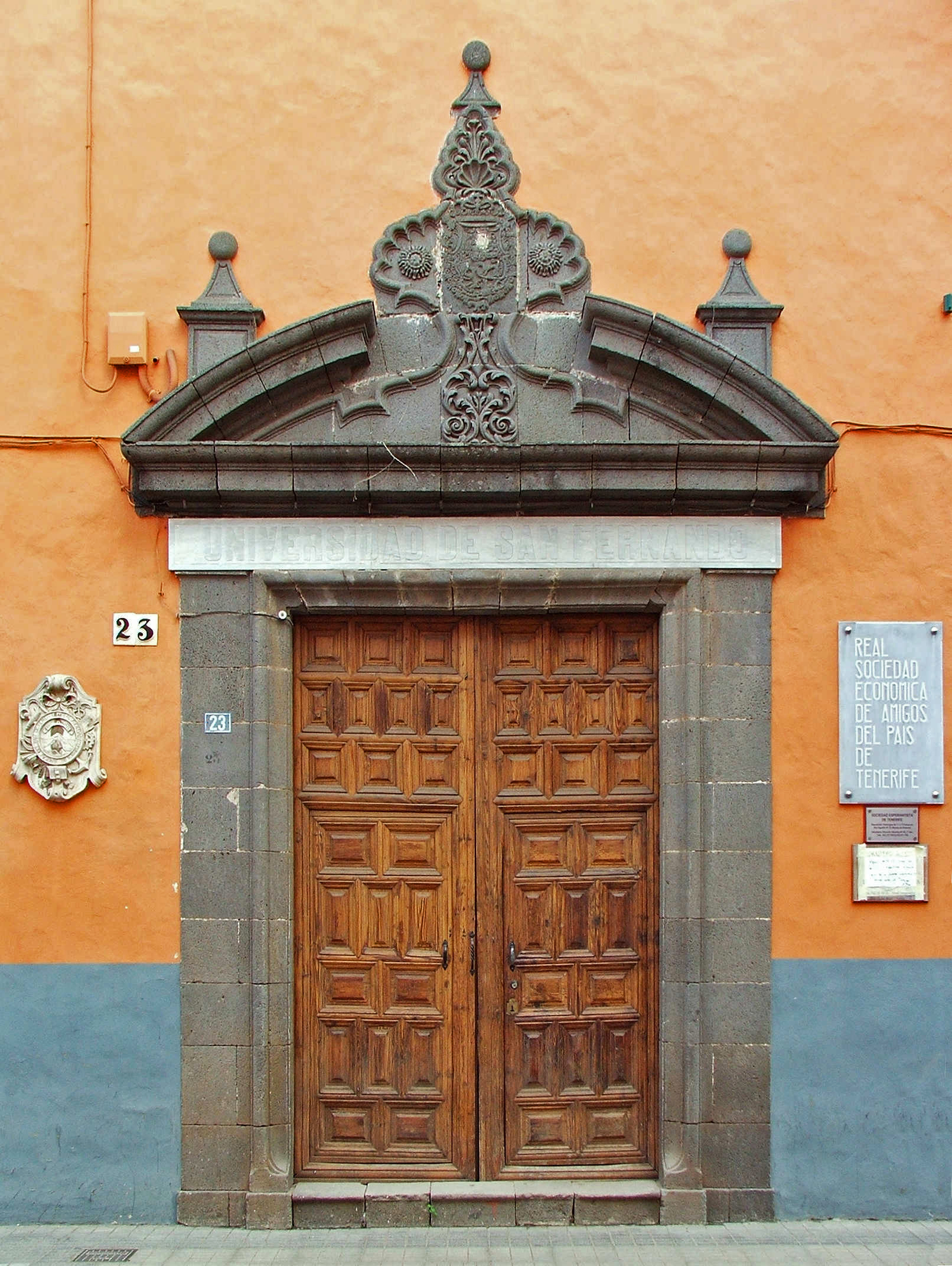
Portal de la Casa dels Jesuïtes, primera seu de la Universitat de Sant Fernando. Avui és la seu de la Reial Societat Econòmica d'Amics del País de Tenerife.

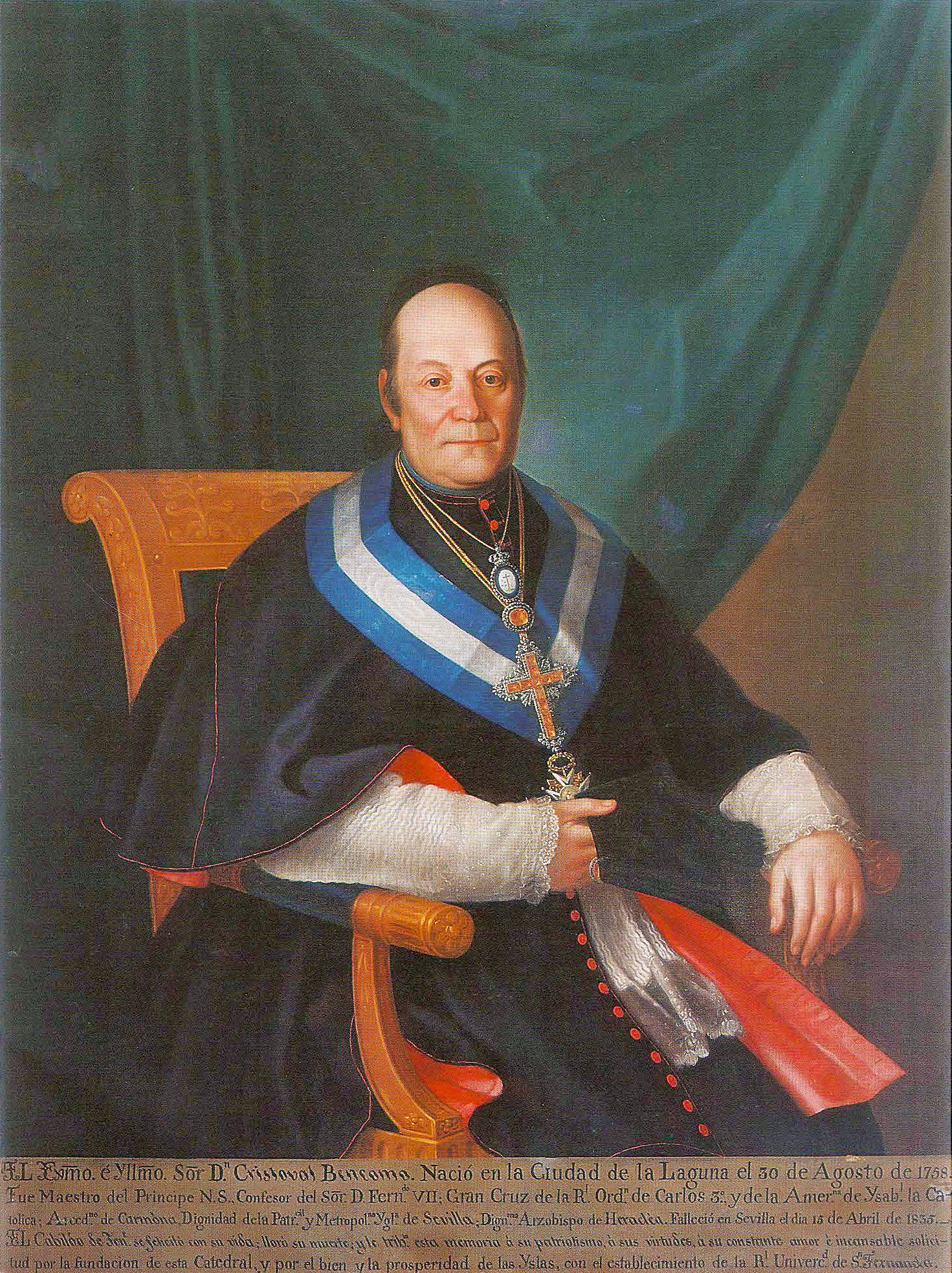
Don Cristóbal Bencomo y Rodríguez. Confessor del Rei Ferran VII d'Espanya i Arquebisbe titular de Heraclea. Va ser el gran impulsor de la creació de la Universitat Literària de Sant Fernando i de la Diòcesi de Sant Cristóbal de La Laguna.

L¡11 de març de 1792 un reial decret de Carles IV va ordenar la creació a La Laguna, la llavors capital de l'illa de Tenerife i de Canàries, d'una universitat literària, destinant per a això diverses quantitats anuals, procedents de la mitra episcopal, dels propis de Tenerife, de la Palma i de Gran Canària, així com el producte de tots els béns i rendes de l'antic col·legi de jesuïtes de Las Palmas.
Tanmateix, la poca diligència del bisbe Tavira per establir el pla d'estudis (Rumeu de Armas, 1992) i les disputes entre les diferents autoritats de la Laguna i de Las Palmas van impedir el seu establiment efectiu. Ferran VII va tractar de resoldre les rivalitats interinsulars, i recordant sintèticament els avatars des de la inicial butlla de Climent XI en 1701 i de la fundació del seu pare en 1792, va dictar en 1816 un nou reial decret pel qual va resoldre «establir a la Ciutat de San Cristóbal de la Laguna una Universitat amb els mateixos privilegis, exempcions i prerrogatives que gaudeixen les altres d'aquests Regnes, i que aquesta Universitat es denomini Universitat de San Fernando». En aquest fet, va tenir un paper destacat el prevere vulgar Cristóbal Bencomo y Rodríguez, qui va ser de fet confessor del rei Ferran VII i Arquebisbe titular d'Heraclea. Bencomo també va contribuir a obtenir el suport del Rei per a la successiva creació de la Diòcesi de Sant Cristóbal de La Laguna per part del Papa Pius VII, diòcesi que avui engloba les illes occidentals de les Canàries.
En el reial decret s'insistia a dotar a la universitat amb les mateixes rendes assenyalades en 1792 i destinant per a les seves dependències la que havia estat casa col·legi de la Companyia de Jesús de la Llacuna, que quan la institució acadèmica va obrir les portes el 12 de gener de 1817 va deixar d'albergar l'escola de primeres lletres per convertir-se a la seu de la Universitat Literària de San Fernando.
Actualment, per iniciativa de l'Associació d'Antics Alumnes i Amics de la Universitat de la Laguna i de l'ajuntament de la Llacuna, se celebra tots els 11 de març un acte commemoratiu de la fundació de la universitat, a la qual també hi assisteix el rector.
El 14 d'octubre de 1824, la real ordre establint el Pla literari d'estudis i arranjament general de les Universitats del Regne (conegut com a Pla Calomarde) establia en l'article 2n quines eren les universitats que havien de romandre amb la inaugurada restauració absolutista: Subsistiran en la Península les Universitats següents: Salamanca, Valladolid, Alcalá, València, Cervera, Santiago, Saragossa, Osca, Sevilla, Granada i Oviedo. A les illes adjacents queda la de Mallorca, i s'establirà una altra a Canàries. Això indicava que el ministre de Gracia i Justícia, de qui llavors depenia la instrucció pública, desconeixia que a San Cristóbal de la Laguna existia una universitat, com va puntualitzar algun temps després Antonio Gil de Zárate, director general d'Instrucció Pública que en 1845 va convertir a la universitat en institut: "Va oblidar l'autor del pla que ja existien en aquella època aquestes dues universitats; la de Mallorca bastant antiga, i la de Canàries de creació recent, com es veurà després en la ressenya històrica" (Gil de Zárate, 1855, II, 167).
El centre va ser suprimit i tancat en 1829, restablint-se novament en 1834, fins que en 1845 es va suprimir definitivament amb la publicació del Pla General d'Estudis, conegut com a Pla Pidal que en el seu article 67 reduïa a 10 les universitats espanyoles al mateix temps que disposava que "les de Canàries, Osca i Toledo es convertiran en instituts de segon ensenyament". D'aquesta manera l'Institut de Canàries va heretar les rendes i les instal·lacions per passar a dependre de la Universitat de Sevilla.

### Universitat de la Laguna, creació del districte universitari i construcció de l'Edifici Central
La Universitat de la Laguna (San Cristóbal) va obrir de nou les seves portes, com a universitat independent de la de Sevilla, en 1927, d'acord amb el decret abans esmentat, encara que des de 1913 existia en l'Institut de Canàries una secció d'estudis universitaris en la qual s'impartia el primer curs de Filosofia i Lletres i els Cursos preparatoris per a l'ingrés en les facultats de Medicina, Farmàcia i Dret, ensenyaments que després es continuaven a la Universitat de Sevilla, de qui depenien l'Institut i la secció.

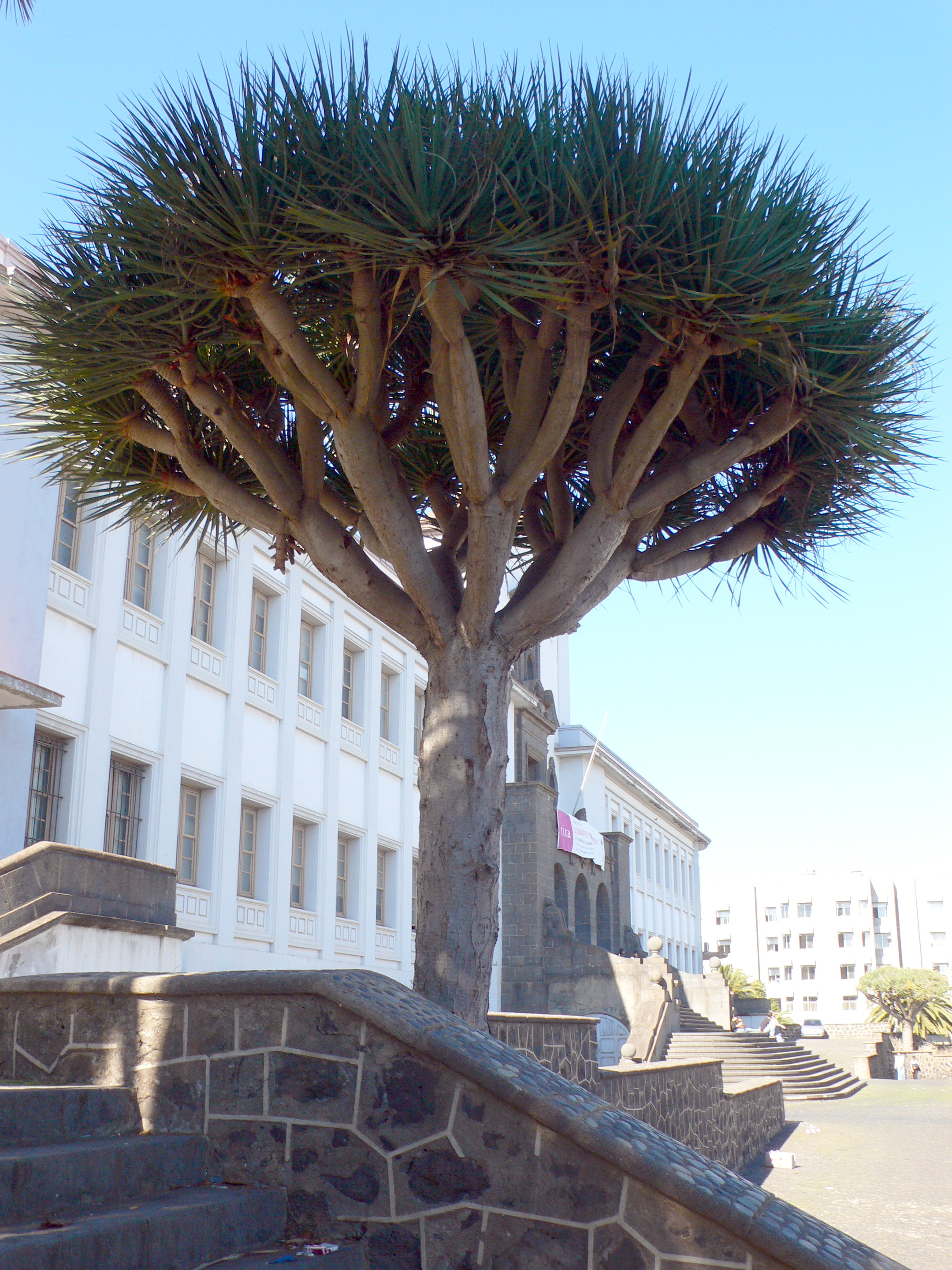
Drago situat a un lateral de l'Edifici Central. Va ser plantat poc després de la inauguració de l'edifici en 1953.

El Reial decret de 21 de setembre de 1927, creava les facultats de Químiques i Dret, al mateix temps que una escola de mestres en La Laguna i una altra a Las Palmas, que ja havien existit amb anterioritat des de mitjan segle xix però havien quedat subsumides en l'Institut des de 1902. També es creava, annex a la universitat, un col·legi politècnic per a estudis de capatassos de mines, perits agrònoms i de muntanyes i classes preparatòries per a l'ingrés en els cossos de correus, telègrafs i aparelladors.
Després del cop d'estat franquista el ministre del ram, Ibáñez Martín, tenia previst promulgar nova normativa, per la qual només poguessin establir-se universitats que comptessin amb un mínim de tres facultats. Assabentat d'aquesta circumstància el llavors rector, José Escobedo y González-Alberú, va agilitar els tràmits per establir els estudis complets de Filosofia i Lletres i instaurar els de Llengües clàssiques. És per això que la Llei d'Ordenació Universitària de 1943 va confirmar la pervivència de la Universitat de la Llacuna, constituint un dels dotze districtes universitaris en els quals quedava dividit el territori nacional. D'acord amb la llei universitària de 1943 el districte de la Universitat de la Laguna abastava "les províncies de Las Palmas i Santa Cruz de Tenerife i colònies d'Àfrica".
L'ampliació dels estudis i les facultats va portar a la necessitat de construir un nou edifici. Amb la col·laboració del Cabildo i de l'Ajuntaments de la Laguna, es va aconseguir per a això el terreny conegut com a Tancat del marquès. Va haver-hi una primera proposta i adjudicació d'obres en 1935, que finalment no va prosperar a causa del cop d'estat. La proposta definitiva, amb projecte de l'arquitecte Pisaca, es va començar a construir cap a 1944, i és inaugurada oficialment en 1953. Poc temps després van haver de plantar-se els dos dragos que figuren en els laterals, i que amb les seves branques assenyalen l'antiguitat aproximada d'aquest edifici, conegut avui com a Edifici Central.

### Reorganització de la universitat a Canàries. La nova Universitat de la Llacuna (1989-actualitat)
Per la Llei 5/1989 de 4 de maig de Reorganització Universitària de Canàries publicada en el BOE número 133 de 5 de juny de 1989 es creen les noves Universitat de la Llacuna i Universitat de Las Palmas de Gran Canaria a partir dels centres de les antigues Universitat de La Laguna i Universitat Politècnica de Canàries. Encara que es pot establir una continuïtat evident entre ambdues Universitats de La Laguna, la profunda reorganització que estableix la llei fa que legalment es tracti de dues entitats completament diferents. Amb aquesta llei la Universitat va perdre part del seu patrimoni, claustre universitari, professorat i tots els seus centres situats a l'illa de Gran Canària. La Universitat Politècnica de Canàries va desaparèixer en 1989 per la Llei de Reorganització Universitària de Canàries i els seus centres, professorat i recursos quedaren distribuïts entre les noves Universitat de la Laguna i la Universitat de Las Palmas de Gran Canaria.

## Campus

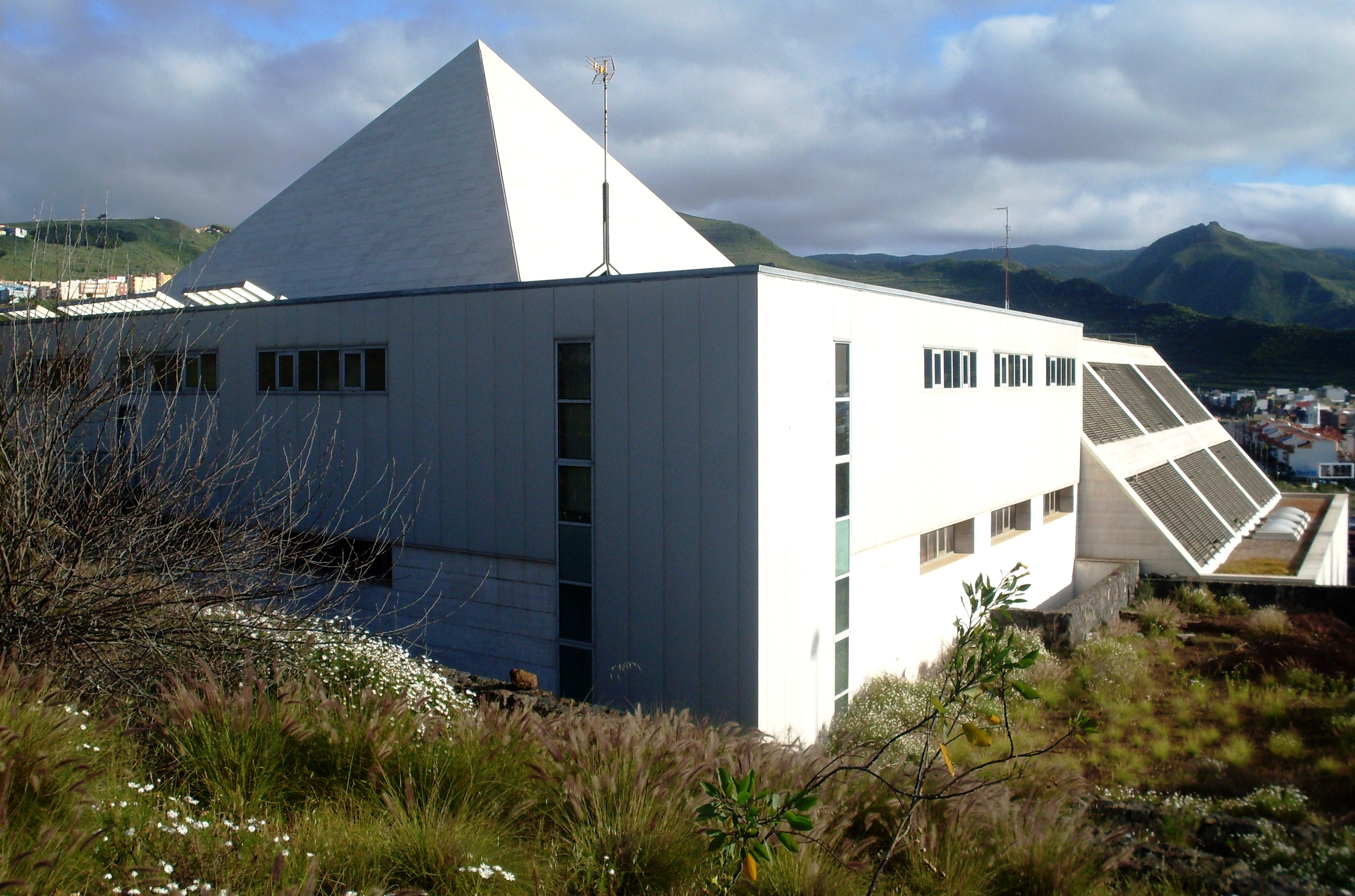
Facultat de Ciències de la Informació. Campus de Guajara.

- Campus Central
- Campus d'Anchieta
- Campus de Guajara
- Campus d'Ofra
- Campus de Santa Cruz
- Campus del Sud

## Servei d'Allotjament

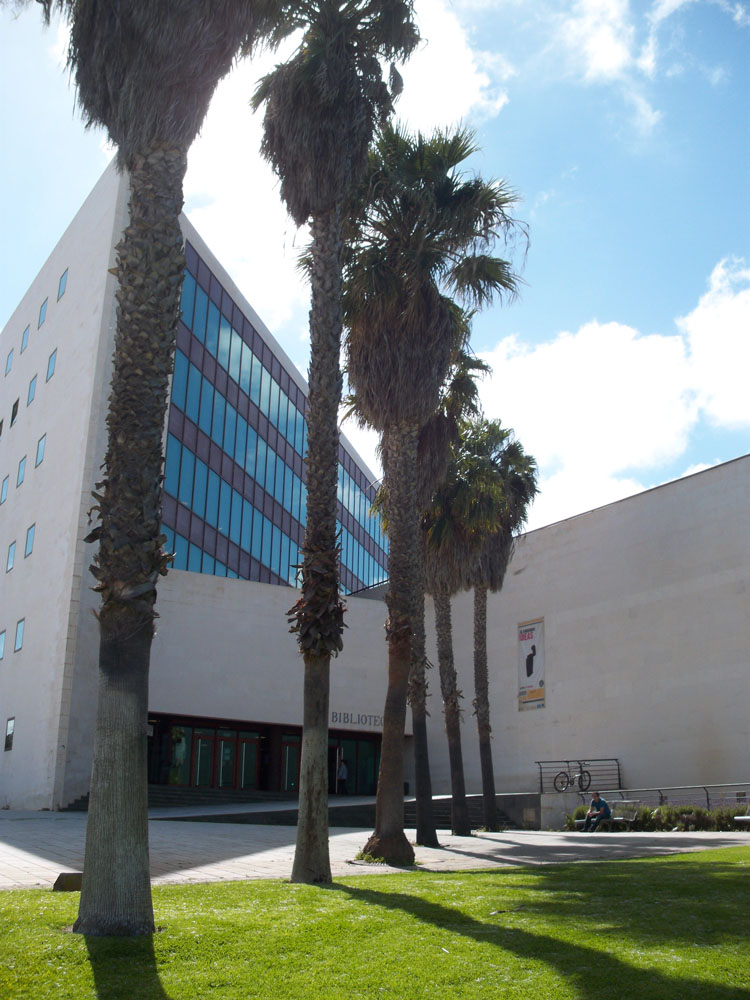
Biblioteca general, situada al Campus de Guajara.

El Servei d'Allotjament neix en 1995 sota l'administració de la rectora Marisa Tejedor. Inclou tres col·legis majors (Col·legi Major San Fernando, Col·legi Major
Santa María i Col·legi Major San Agustín) i una Residència Universitària (Residència Universitària Parque de las Islas). Aquesta administració supervisa el funcionament i les sol·licituds d'ingressos, a més de subvencionar les places atès que es considera aquest servei d'allotjament com a "assistencial" per als alumnes suposadament més humils. Les sol·licituds d'ingressos són baremades sota una sèrie de criteris que inclouen els ingressos econòmics (no poden superar un llindar de 8.000 euros de renda per capita familiar i de distància física del domicili familiar (els límits són estar empadronats més enllà de 40 km), així com l'expedient acadèmic. (Per a renovació de la plaça cal haver superat el 40% dels crèdits matriculats).

## Representació Institucional

### Claustre
El Claustre és el màxim òrgan representatiu, deliberante de la Universitat, així com òrgan decisori en els casos previstos als Estatuts, normes complementàries i legislació vigent. Regit per un Reglament de Règim Interior.
Està format per 150 representants electes del professorat, 75 representants de l'alumnat i 25 representants del PAS.
Dins del Claustre hi ha formades diverses comissions en què tots els grups claustrals tenen representació: la Comissió del Professorat i Investigació, la Comissió d'Alumnat, Extensió Universitària i Assistencials, la Comissió d'Afers Institucionals i la Comissió de Pressupostos i Gestió Econòmica I també d'una Mesa del Claustre

### Consell de Govern
El Consell de Govern estarà constituït pel rector, qui el presidirà, el secretari general i el gerent, i cinquanta membres de la pròpia comunitat universitària, distribuïts de la següent manera: quinze membres designats pel rector, quinze membres elegits entre els diferents representants dels centres universitaris, vint membres elegits pel Claustre universitari. A més, seran membres del Consell de Govern, tres membres del Consell Social, no pertanyents a la pròpia comunitat universitària. L'organisme es regeix sota una sèrie de Reglament i competències.

### Consell Social
El Consell Social és l'òrgan de participació de la societat en la Universitat, amb la finalitat d'assegurar una adequada interconnexió entre les activitats acadèmiques i investigadores i les necessitats intel·lectuals, culturals, socials, científiques, econòmiques i laborals de Canàries.
Són competències del Consell Social la planificació, programació i promoció de l'eficiència dels serveis prestats per la Universitat, la supervisió de la seva activitat econòmica i de la seva gestió i d'interacció amb els agents socials i econòmics.
El Consell Social està constituït per vint-membres, sis en representació de la comunitat universitària i vint en representació dels interessos socials.

## Antics professors
- Juan Miquel González de Audicana
- Jerónimo Saavedra Acevedo
- Manuel Cobo del Rosal
- Francisco Tomás y Valiente
- Gumersindo Trujillo Fernández

## Antics alumnes
- Román Rodríguez
- Javier Fernández Quesada
- Cristina García Ramos
- Lorena Berdún

## Universitaris il·lustres
- Antonio González González
- Gregorio Salvador Caja
- Ramón Trujillo Carreño
- Juan Antonio Padrón Albornoz
- Wolfredo Wildpret de la Torre
- Alejandro Cioranescu
- Pedro Zerolo
- Nácere Hayek
- Denkô Mesa